# Toxorhina gressitti
Toxorhina gressitti là một loài ruồi trong họ Limoniidae. Chúng phân bố ở miền Australasia.